# Spacer's Toulouse Volley 2016-2017
Questa voce raccoglie le informazioni riguardanti lo Spacer's Toulouse Volley nelle competizioni ufficiali della stagione 2016-2017.

## Organigramma societario
Area direttiva
- Presidente: Jean Azema, Didier Conjeaud

Area tecnica
- Allenatore: Cédric Énard
- Allenatore in seconda: Stéphane Sapinart, Benoît Ognier

## Rosa
| N° | Nome                  | Ruolo | Data di nascita   | Nazionalità sportiva |
| -- | --------------------- | ----- | ----------------- | -------------------- |
| 1  | Barthélémy Chinenyeze | C     | 28 febbraio 1998  | Francia              |
| 2  | Bram Van Den Dries    | S/O   | 14 agosto 1989    | Belgio               |
| 3  | Nicolas Burel         | C     | 7 settembre 1991  | Francia              |
| 4  | Yacine Louati         | S     | 4 marzo 1992      | Francia              |
| 6  | Antoine Brizard       | P     | 22 maggio 1994    | Francia              |
| 7  | Cyril Larrieu         | S/O   | 22 settembre 1998 | Francia              |
| 8  | Marc Darrieux         | P     | 12 settembre 1998 | Francia              |
| 9  | Ulysse Carrat         | S     | 10 ottobre 1994   | Francia              |
| 10 | Mathieu Manusauaki    | S     | 14 novembre 1997  | Francia              |
| 11 | Luka Bašić            | S     | 29 gennaio 1995   | Francia              |
| 12 | Timo Tammemaa         | C     | 18 novembre 1991  | Estonia              |
| 13 | Stridji Tel           | C     | 8 settembre 1998  | Francia              |
| 15 | Enzo Stragier         | S     | 26 giugno 1996    | Francia              |
| 16 | Nicolas Rossard       | L     | 23 maggio 1990    | Francia              |
| 17 | Diogenes Zagonel      | S     | 16 maggio 1981    | Brasile              |
| 18 | Julien Bergey         | L     | 28 maggio 1996    | Francia              |
| 19 | Yann Tavernier        | S/O   | 22 agosto 1997    | Francia              |